# Gheorghe Fiat
Gheorghe Fiat est un boxeur roumain né le 14 janvier 1929 à Reşiţa et mort le 22 août 2010.

## Biographie
Licencié au Steaua Bucureşti, il remporte la médaille de bronze olympique des poids légers aux Jeux d'Helsinki en 1952.